# Coig
Der Coig (spanisch Río Coig, auch: Coyle) ist ein Fluss im äußersten Süden Argentiniens. 

## Geografie
Der etwa 300 km lange Fluss entspringt in den südlichsten Ausläufern der Andenkette. Von dort aus durchfließt er in stets grob östlicher Richtung (etwa dem 51. südlichen Breitengrad folgend) das Hügelland und die sich anschließenden Ebenen Süd-Patagoniens. Das Einzugsgebiet, das vom Fluss entwässert wird, ist 26.376 km² groß; dies entspricht etwa der Fläche Brandenburgs. Die vom Río Coig durchflossenen Landschaften sind überwiegend kühlgemäßigte Steppen (Pampa). Auf seinen ersten Kilometern fließt der noch schmale Coig durch den Lago Esperanza, einen ca. 8 km langen, ca. 420 m über dem Meeresspiegel gelegenen See. Unterhalb der Ortschaft Gobernador Mayer mündet mit dem Brazo Sur del Río Coig (="Südarm") der wichtigste Zufluss ein. Weitere bedeutende Nebenflüsse sind der oberhalb von Esperanza einmündende Río Pelque sowie der Arroyo Italiano. Im Zentrum der Bahía Grande, einer großen Meeresbucht die den südlichsten Abschnitt der argentinischen Küste bildet, mündet der Coig schließlich in den Atlantischen Ozean. Kurz vor dem Einmünden ins Meer teilt er sich in zwei Arme, die die Flussinsel Isla Alargada umschließen. Der Mündungsbereich des Flusses bildet eine ría, eine tief in die Küste eingeschnittene trichterförmige, fjordähnliche Bucht. Teilweise wird der Coig als die (naturräumliche, nicht politische) Südgrenze Patagoniens betrachtet.
Der gesamte Flusslauf des Coig befindet sich innerhalb der Provinz Santa Cruz, welche den südlichsten Teil des argentinischen Festlandes einnimmt und die am dünnsten besiedelte Region des Landes ist.

## Besiedlung und wirtschaftliche Nutzung
Im Rahmen der Kartierung der patagonischen Küste durch eine spanische Expedition im Jahr 1789 erhielt der Fluss zu Ehren des Entdeckers Claudio Coig y Sansón seinen heutigen Namen.
An den Ufern des Coig befinden sich kaum bedeutende Siedlungen. Der wichtigste Ort war einst das an der Mündung gelegene Hafenstädtchen Puerto Coyle, das seine Bedeutung verlor, als die Küstenstraße Ruta 3 verlegt wurde. Die Ruinen von Puerto Coyle stehen seit dem Jahr 2005 als Kulturerbe unter Denkmalschutz.
Das Tal des Coig hat eine gewisse Bedeutung als Verkehrsweg, da hier eine der wenigen Ost-West-Verbindungsstraßen im Süden Patagoniens entlangführt. Der Fluss kann lediglich nahe der Mündung mit kleineren Schiffen befahren werden; der restliche Flusslauf ist nicht schiffbar. An den Ufern des Coig wird überwiegend Weidewirtschaft (Rinder- und Schafhaltung) betrieben, gewöhnlich durch Estancias mit oft riesigen Ausmaßen. Der Río Coig und seine Nebenflüsse weisen reiche Bestände an Forellen auf, die einige Sportfischer anziehen.